# دياني ديكسون
دياني ديكسون (بالإنجليزية: Diane Dixon) هي منافسة ألعاب القوى أمريكية، ولدت في 23 سبتمبر 1964 في بروكلين في الولايات المتحدة.

## وصلات خارجية
- دياني ديكسون على موقع الاتحاد الدولي لألعاب القوى (الإنجليزية)
- دياني ديكسون على موقع اللجنة الأولمبية الدولية (الإنجليزية)
- دياني ديكسون على موقع أوليمبيديا (الإنجليزية)